# Siuan Sanche
Siuan Sanche is een persoon in de boeken van de Amerikaanse auteur Robert Jordan uit de serie van het Rad des Tijds. Deze serie gaat over Rhand Altor en zijn vrienden die het Licht moeten verdedigen bij de laatste slag oftewel Tarmon Gai'don.
Siuan is een Aes Sedai uit Tyr. Dit is vaak te horen aan haar taalgebruik. Haar vader was een arme visser. Wie haar moeder is en wat zij doet is niet bekend. Siuan is Amyrlin Zetel van de Witte Toren.

## Aanvaarde
Siuan is Aanvaarde tijdens de Slag bij de Glanzende Muren tijdens de Aieloorlog. Zij hoort de voorspelling dat de Herrezen Draak is geboren en wordt met haar beste vriendin Moiraine Damodred en de rest van de Aanvaarden erop uitgestuurd om alle geboren kinderen tijdens de Slag op te schrijven. Vanaf dan wordt het levensdoel van Siuan en Moiraine het vinden en begeleiden van de Herrezen Draak. Als zij dan de proef mag afleggen om Aes Sedai te worden en deze succesvol afrond kiest zij, net als Moiraine, voor de Blauwe Ajah.

## Amyrlin Zetel
Siuan Sanche is in het begin van de serie Amyrlin Zetel. Zij is actief op zoek naar de Herrezen Draak. Dit weten de rest van de Aes Sedai en zelfs de Gezetenen niet. Sommige zusters zoals Elaida, een zuster van de Rode Ajah, ziet dit als een goede kans om Siuan af te zetten en te sussen, dit is afgesnijden van de Ene Kracht. Siuan Sanche wordt door Elaida samen met haar Hoedster van de Kronieken Leane afgezet en gesust. In de Witte Toren breekt hierdoor een heel gevecht uit tussen voor- en tegenstanders van Siuan. In deze drukte lukt het Min om Leane en Siuan te bevrijden en zij ontsnappen door de hulp van Gawein Trakand uit Tar Valon. Het rare is dat Gawein Elaida juist steunde bij het gevecht om de Witte Toren. Hij doet dit alleen als een gunst voor zijn zus, Elayne Trakand en haar vriendin Egwene Alveren.

## Vlucht
Siuan, Min en Leane vluchten en komen onderweg Garet Brin tegen. Hij sprak recht tegen hen omdat zij eten hadden gestolen. Zij moesten als straf op het landgoed van Garet Brin werken. Zij lopen weg en Garet Brin gaat achter hen aan. Zij vluchten naar de andere Aes Sedai die niet meer in de Toren willen zijn en nu een opstand tegen Elaida voorbereiden. Zij bevinden zich in Salidar. Garet Brin volgt hen helemaal tot daar.

## Salidar
In Salidar aangekomen doen Siuan, Min en Leane verslag. Zij moeten als straf dan nog steeds als bediende werken voor Brin, maar ook voor de Aes Sedai. Zelf worden ze sinds ze gesust zijn niet meer als Aes Sedai beschouwd. Siuan mag in Salidar alleen nog de ogen en oren van de Amyrlin Zetel leiden. Nynaeve Almaeren weet het sussen echter te Helen. Siuan en Leane gaan dan weer als Aes Sedai door het leven. Ze hebben nog een groot voordeel: Niemand weet dat zij nu niet meer door de Eedstaf gebonden zijn. Als Egwene Alveren als de Amyrlin van Salidar wordt benoemd, wordt Siuan haar raadsvrouwe. Dit omdat zij als oud-Amyrlin alle kneepjes van het vak kent. De Aes Sedai verlaten Salidar om beleg te slaan op Tar Valon. Onderweg wordt Siuan verliefd op Garet Brin maar wil dit niet erkennen.